# Jan Vacek
Jan Vacek (Praga, 10 de março de 1976) é um ex-tenista profissional checo.
Jan Vacek foi o primeiro campeão do Brasil Open.